# Honschaft Itter
Die Honschaft Itter, im 19. Jahrhundert auch Erste Dorfhonschaft Wald genannt, war im Mittelalter und der Neuzeit eine Honschaft im Kirchspiel und Gerichtsbezirk Wald innerhalb des bergischen Amts Solingen. Sie umfasste einen Teil des heutigen Solinger Stadtgebiet in den Stadtteilen Wald und Gräfrath.
Die Honschaft bestand bereits um das Jahr 1220, als Graf  Engelbert von Berg seine Grafschaft Berg in Gerichtsbezirke aufteilte. Die Honschaft Itter war bereits zu dieser Zeit eine von acht Honschaften des Kirchspiels Wald, das zugleich ab dieser Zeit einen Gerichtsbezirk bildete.
Nach Ende der französischen Besetzung zu Beginn des 19. Jahrhunderts und Auflösung des Großherzogtums Berg 1815 wurde die Honschaft Itter – unter Beibehaltung der von den Franzosen durchgeführten kommunalen Neugliederung des Herzogtums – schließlich als Landgemeinde der Bürgermeisterei Wald im Kreis Solingen des Regierungsbezirks Düsseldorf innerhalb der preußischen Rheinprovinz zugeordnet und war damit bis in das 19. Jahrhundert eine der untersten bergischen Verwaltungseinheiten. So kamen 1807 unter den Franzosen von der Honschaft Bavert die Wohnplätze Krausen, Am Friesenhäusgen und aufm Rolsberg zu der Honschaft.
1815/16 lebten 1.690 Einwohner in der Honschaft.
Laut der Statistik und Topographie des Regierungsbezirks Düsseldorf gehörten zu der Honschaft 1832 folgende Ortschaften und Wohnplätze (originale Schreibweise): Wald, Scheuer, Altenhof, Wiedenhof, Krausen, Friesenhaus, Rolsberg, Wittkull, Adamsfeld, Feld, Sorgenhaus, Honshaus, Stübben, Strauch, Delle, Buckert, Westersburg, Oben Itter, Sonnenschein, Igelsforst, Kninsbusch, Kotzert, Stöcken, Backhausheide, Mittel Itter, Holz, Gütgen, Fürkelrath, Eipaß, Buxhaus, Itterbruch, Bausmühle, Zieleskotten, Bauskotten, Eschbach, Ehrnermühle und Fuhr.
Zu dieser Zeit gab es zwei Kirchen, sechs öffentliche Gebäude, 368 Wohnhäuser, 14 Mühlen bzw. Fabriken und 249 landwirtschaftliche Gebäude. Es lebten 2.010 Einwohner in der Honschaft, davon 247 katholischen, 1.754 evangelischen und neun jüdischen Glaubens.
Mit der Erhebung der Bürgermeisterei Wald 1856 zur Stadt entfielen die Honschaften als Verwaltungseinheit.